# Frederick Ruckstull
Frederick Wellington Ruckstull (in tedesco: Friedrich Ruckstuhl; Breitenbach-Haut-Rhin, 22 maggio 1853 – New York, 26 maggio 1942) è stato uno scultore e critico d'arte statunitense di origine francese.

## Biografia
Nato con il cognome Ruckstuhl a Breitenbach, in Svizzera, si trasferì con la famiglia a Saint Louis, nel Missuri, nel 1855. Svolse vari lavori insoddisfacenti fino ai suoi vent'anni, quando una mostra d'arte a Saint Louis lo ispirò a diventare uno scultore. Studiò l'arte localmente, visitò Parigi e poi lavorò per anni come commesso in un negozio di giocattoli per guadagnare abbastanza per studiare a Parigi per tre anni. Nel 1885, Ruckstull entrò all'accademia Julian e studiò presso Gustave Boulanger, Camille Lefèvre, Jean Dampt e Antonin Mercié. Considerò l'idea di studiare con Auguste Rodin, ma affermò di essersi disgustato con il suo stile.

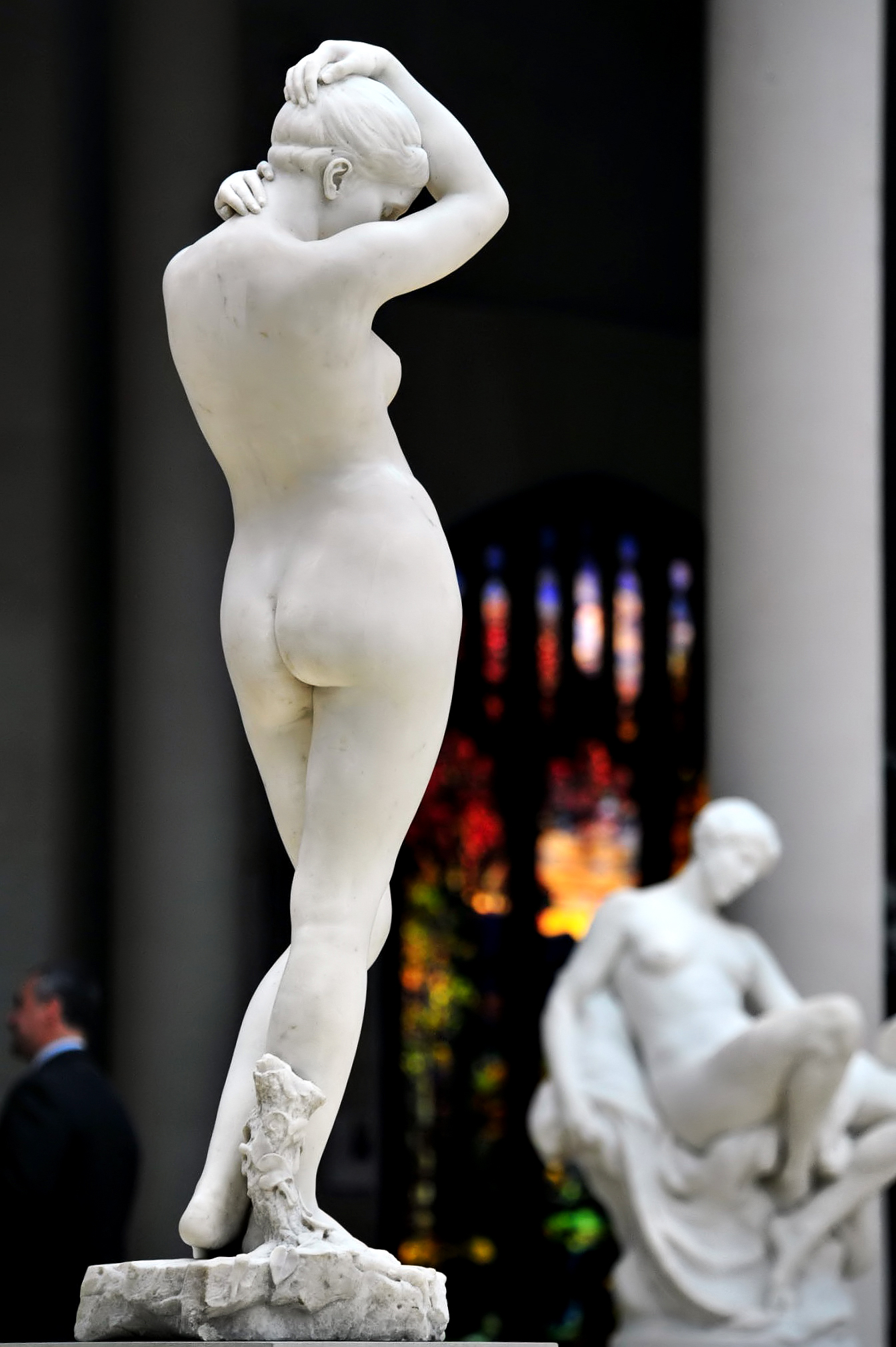
Evening (1891)

Di ritorno negli Stati Uniti nel 1892, Ruckstull aprì uno studio a New York. La sua opera Evening vinse la grande medaglia all'esposizione colombiana del 1893. Grazie a questa visibilità nazionale, gli fu commissionata la creazione di una statua equestre del generale maggiore John F. Hartranft per l'università di Stato della Pennsylvania. Nel 1893, Ruckstull fu incaricato di insegnare la modellazione e la scultura del marmo alle Metropolitan Museum of Art Schools novaiorchesi.
Inoltre fu coinvolto profondamente nella creazione di sculture commemorative per gli ex confederati, forgiando un'iconografia scultorea per l'ideologia sudista della "causa persa".
Ruckstull fu uno dei membri fondatori della società nazionale della scultura, nonché l'editore della rivista conservatrice Art World, dove scrisse usando lo pseudonimo "Petronius Arbiter", un riferimento all'autore del Satyricon. Nella primavera del 1917, scrisse un manifesto come invettiva contro l'arte modernista degenerata, nel quale attaccò sia le opere d'arte che gli artisti, usando dei tropi razzisti e la lingua quasi medica della fisiognomica per attaccarli.
Nel 1925 egli scrisse il libro Great Works of Art and What Makes Them Great, una collezione di saggi che aveva pubblicato in precedenza. La sua scultura seguiva lo stile figurativo detto "Beaux-Arts", con il suo realismo e la modellazione dettagliata. Egli e altri scultori di spicco di quell'era come Daniel Chester French sostenevano lo stile francese dell'insegnamento del sistema di studio, delle società d'arte e delle mostre. Dopo l'Armory Show del 1913, continuò a rappresentare la vecchia guardia della scultura accademica, una prospettiva espressa chiaramente nel suo libro.
Ruckstull si sposò nel 1896 ed ebbe un figlio. Morì nella sua casa nuovaiorchese il 26 maggio 1942, quattro giorni dopo il suo ottantanovesimo compleanno, e venne cremato.

## Opere

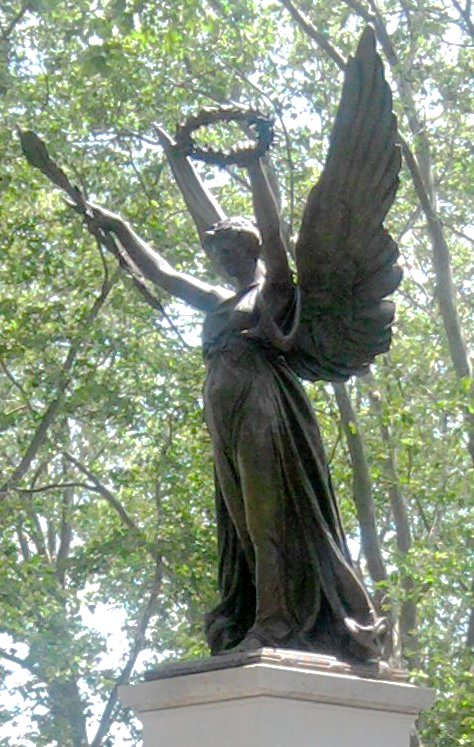
Monumento ai soldati e marinai (1896)

- Evening, museo Metropolitano, New York (1891)[1]
- John F. Hartranft, Campidoglio, Harrisburg (post 1893)
- Monumento ai soldati e marinai, anche Victory o Peace Monument, Major John Mark Park, Jamaica, Queens, New York (1896)
- Saggezza e Forza, Appellate Divisione d'appello del tribunale statale, New York (1899)[6]
- Monumento ai soldati e marinai confederati, Baltimora (1903)[7]
- Fenicia, Dogana, New York (1905-1907)[8]
- In difesa della bandiera, Little Rock, Arkansas (1905)[9]
- Wade Hampton, statua equestre, terreni del Campidoglio, Columbia (1906)
- John C. Calhoun, sala delle Statue, Campidoglio, Washington (1910)
- Charles Duncan McIver, università della Carolina del Nord, Greensboro (1912)
- Uriah Milton Rose, sala delle Statue, Campidoglio, Washington (1917)
- Altare alla Libertà: Minerva, cimitero di Green-Wood, Brooklyn, New York (1920)
- Monumento a Dongan Oak, Battle Pass, Prospect Park, Brooklyn, New York (1922)
- Monumento ai soldati, Stafford Springs, Connecticut (1924)[3]
- Statua di Wade Hampton III, sala delle Statue, Campidoglio, Washington (1929)

### Data sconosciuta
- Solone, stanza di lettura, biblioteca del Congresso, Washington[10]
- Busti, portico anteriore, biblioteca del Congresso, Washington
- Monumento confederato, Baltimora
- Angels of the Confederacy, Columbia, Carolina del Sud

## Galleria d'immagini

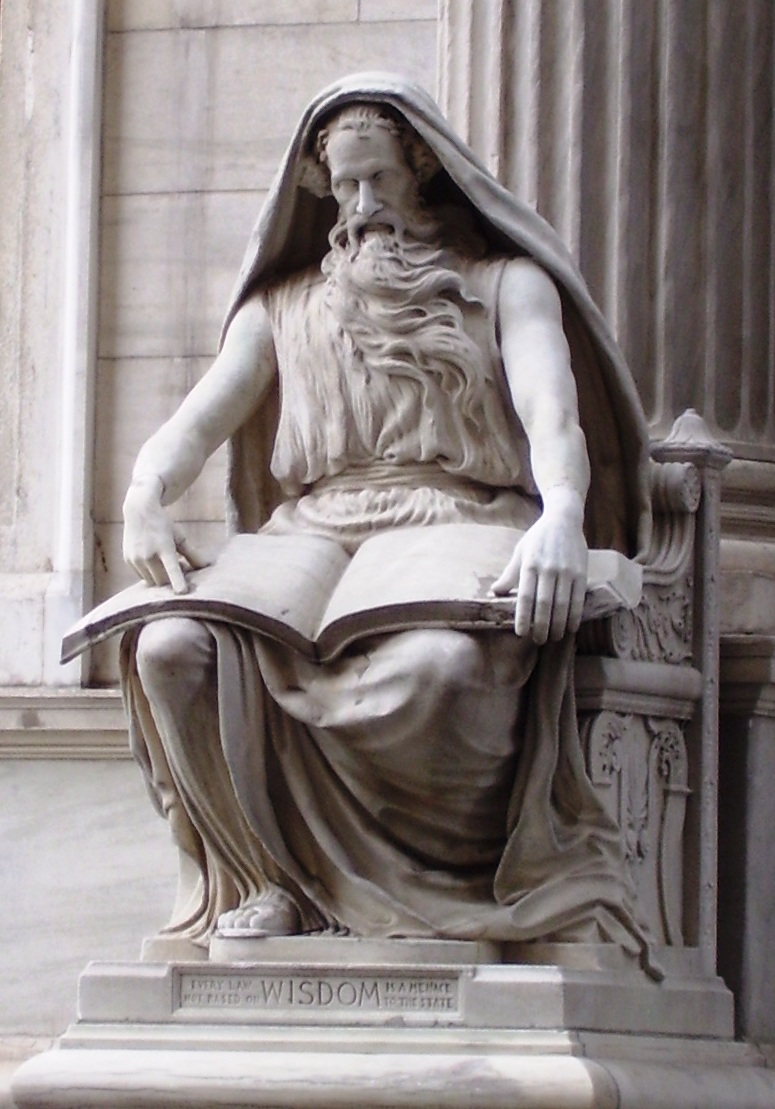
Saggezza (1899)
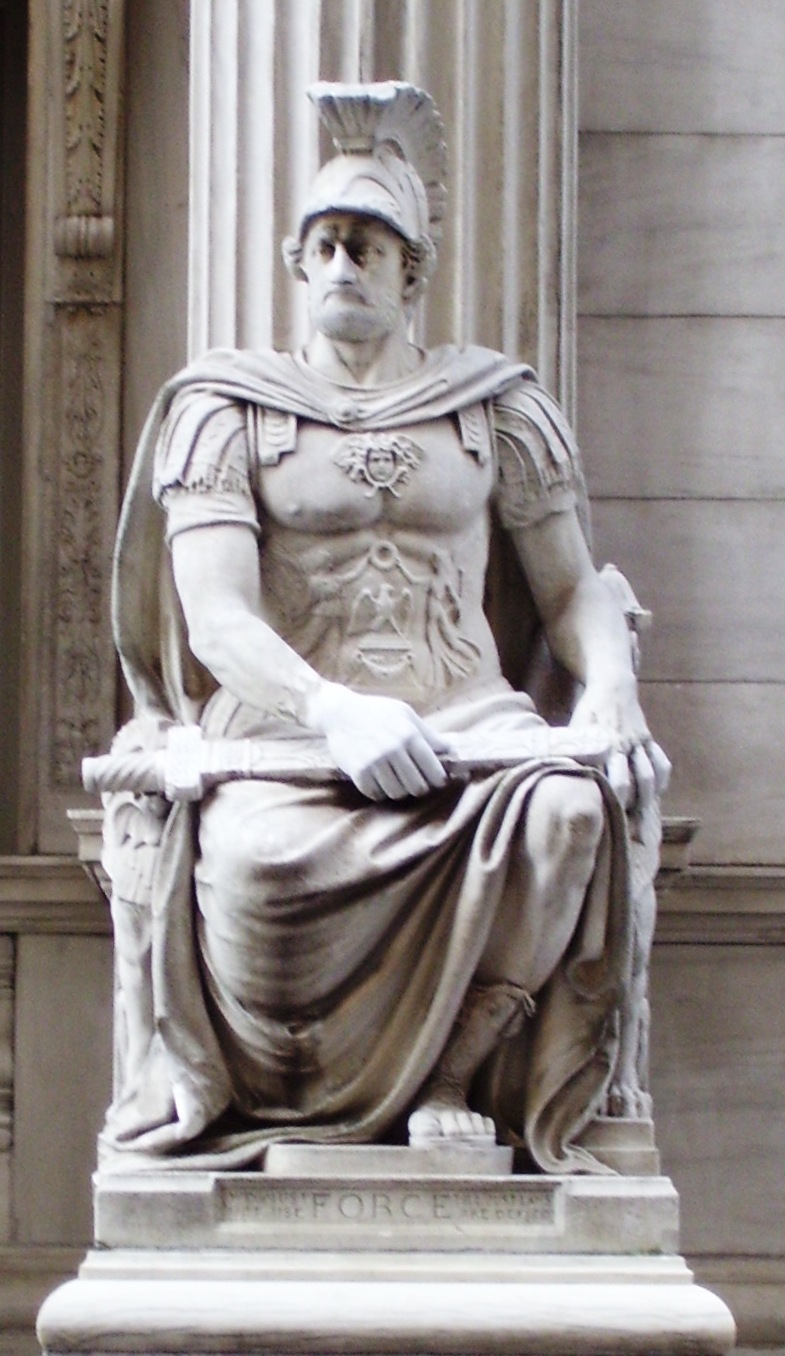
Forza (1899)
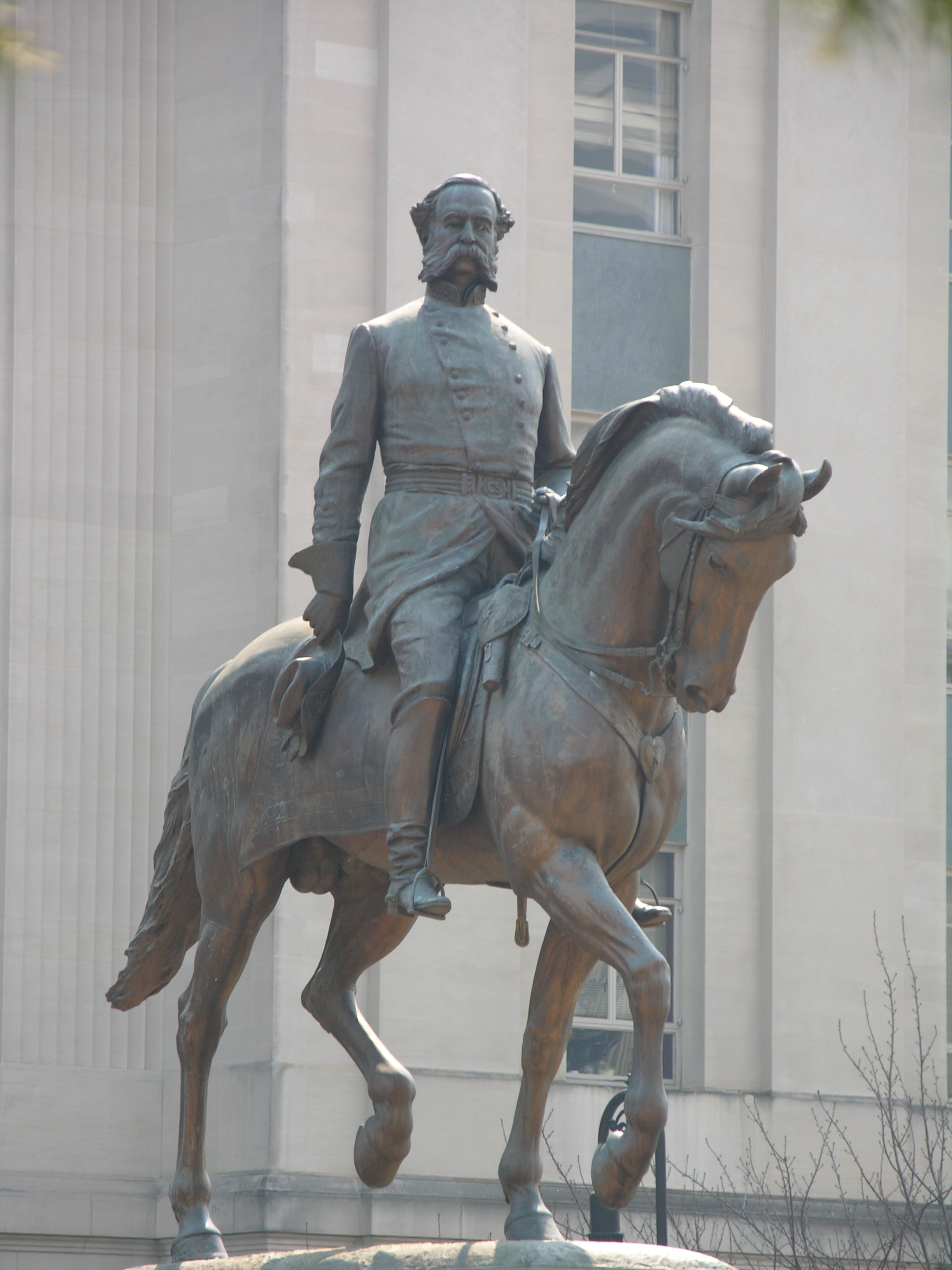
Statua equestre di Wade Hampton (1906)